# Bombardeo de Cabra
El bombardeo de Cabra (7 de noviembre de 1938) fue un ataque aéreo realizado por la aviación republicana sobre Cabra (Córdoba) en el contexto de la guerra civil española. La localidad en el momento del bombardeo se encontraba en poder del ejército del bando sublevado en la retaguardia, a varios kilómetros del frente andaluz. Por su localización era la sede del Cuartel General de la 34 División, además de otras unidades del ejército sublevado. En una de las plazas del centro también se encontraba un campo de concentración de prisioneros y evadidos del ejército republicano. En la mañana del 7 de noviembre de 1938, tres bombarderos medios de la aviación republicana lanzaron unos 1800 kilogramos de bombas de distinto tamaño sobre el casco urbano por razones que aún no están del todo aclaradas. El bombardeo se saldó con 109 personas fallecidas, la mayoría civiles, y más de 200 heridos.
El estudio del bombardeo de Cabra desde la década de 2000 ha permitido tener más conocimiento de las operaciones militares en el frente de Andalucía y un renovado interés por este y otros hechos dramáticos ocurridos durante la guerra civil española. En los últimos años, sin embargo, este acontecimiento está también siendo instrumentalizado como arma de confrontación política en España.

## Antecedentes

### Córdoba al inicio de la guerra
La provincia de Córdoba, donde se encuentra la localidad de Cabra, fue tomada casi sin resistencia por las fuerzas sublevadas en los primeros compases de la guerra civil en el verano de 1936. Sin embargo, a mediados de agosto unidades del ejército gubernamental al mando del general Miaja amenazaban las posiciones del ejército sublevado. Para contener esta amenaza, el general Varela envió una pequeña fuerza en el mes de septiembre que permitió estabilizar el frente y que apenas tuviese actividad durante la mayor parte de la guerra.

### La batalla del Ebro
En el verano de 1938 el alto mando republicano planifica una maniobra para liberar la presión que sobre Valencia estaban realizando las tropas franquistas. Las operaciones contemplaban un cruce del río Ebro a la orilla en manos del ejército sublevado en los alrededores de Gandesa, romper el frente y realizar un avance profundo en dirección suroeste. Además de las razones puramente militares, el presidente del gobierno republicano, Juan Negrín, pretendía convencer a las potencias occidentales de la capacidad de las fuerzas gubernamentales para combatir al ejército sublevado y de las posibilidades de victoria si recibían ayuda militar y presionaban internacionalmente a Italia y Alemania para que dejasen de suministrar material y hombres al ejército comandado por Francisco Franco. A finales de julio da comienzo la batalla del Ebro con el cruce del río, y la toma de Gandesa a principios de agosto, por parte del ejército gubernamental. Tras un avance inicial, la ofensiva se ve detenida y el ejército sublevado responde con una larga batalla de desgaste que el ejército republicano se ve obligado a combatir. En los momentos álgidos de la batalla en septiembre tiene lugar una conferencia internacional en Múnich con representantes de Reino Unido, Alemania, Francia e Italia. La conferencia se celebró para resolver la crisis de los Sudetes, si bien indirectamente afectaba al desarrollo de la guerra civil española de acuerdo a la postura que tomasen las diferentes potencias. El gobierno británico de Chamberlain, que ya se posicionaba favorablemente a una victoria de los franquistas, no quiso arriesgarse a una guerra con Alemania e igualmente aceptó el desmembramiento de Checoslovaquia con la firma de los Acuerdos de Múnich el 29 de septiembre de 1938. Estos acuerdos, en combinación con los reveses en el frente que sufría el ejército republicano, terminaron de hundir la moral del alto mando. Aunque surgieron algunas voces a favor de capitular, el presidente Negrín con el apoyo del jefe del Estado Mayor, Vicente Rojo, se inclinaba por continuar resistiendo para lograr de alguna manera una paz negociada con el bando franquista. Con ese objetivo y para liberar presión sobre Cataluña, el general Rojo trabaja en el detalle de un plan de operaciones que contempla una ofensiva en el frente andaluz.

### El Plan P
El plan P fue un plan de operaciones militares elaborado por Vicente Rojo como evolución de una maniobra militar proyectada en la primavera de 1937 para debilitar estratégicamente al ejército sublevado. La maniobra original era conocida como Operación Extremadura, que tenía como objetivo atacar el sector débilmente defendido en las inmediaciones de Mérida, conquistar ese vital nudo de comunicaciones y progresar por la brecha hasta la frontera con Portugal para cortar en dos la zona en posesión del ejército sublevado. Al final la operación es sustituida por una maniobra que se llevaría a cabo por las fuerzas en la defensa de Madrid y que terminaría dando lugar a la batalla de Brunete.
En el mes de octubre del mismo año, el general Vicente Rojo retoma la idea de una ofensiva decisiva sobre Extremadura y Andalucía, elaborando una propuesta más madura conocida como Plan P. En este plan, además de la ofensiva sobre Mérida también se contemplan otros objetivos como la conquista de la cuenca minera de Peñarroya en la provincia de Córdoba, un golpe de mano sobre Granada y ataques a las líneas del frente andaluzas ante la previsión de un colapso general de su defensa. La elaboración del plan contó con reconocimiento aéreo del frente que luego sería utilizado en operaciones posteriores de bombardeo y ataques por tierra. Sin embargo, pese al esfuerzo empleado, el proyecto se abandona de nuevo aunque sirve de inspiración para una operación que permitió al ejército gubernamental avanzar en el frente de Aragón para tomar la ciudad de Teruel.
El empeoramiento de la situación militar para la República a lo largo de 1938 anuló cualquier intento realista de llevar a cabo cualquier operación en Extremadura. Además, unidades del ejército sublevado al mando del general Gonzalo Queipo de Llano llevaron a cabo unos ataques tácticos que lograron ensanchar la franja entre la frontera portuguesa y el frente por Extremadura; y que hicieron más difícil la posibilidad de romper el territorio rebelde en dos. A finales de 1938, y para evitar la conquista de Cataluña por parte del ejército sublevado, el general Vicente Rojo adaptó su plan original para los medios disponibles en ese momento que se llevaría a cabo en coordinación con un desembarco anfibio en Motril. Por la situación general de la guerra y por problemas internos en el ejército republicano, la ofensiva no pudo ponerse en marcha en el sector de Valsequillo hasta el 5 de enero de 1939 y sin el ataque anfibio, que nunca se pudo llevar a cabo. Los refuerzos del ejército sublevado en las inmediaciones lograron hacer fracasar la operación casi desde el inicio de la misma.

### Se reactiva el frente andaluz
Para apoyar la ofensiva en el Ebro desde septiembre de 1938 el general Vicente Rojo da órdenes al general Manuel Matallana, jefe del Estado Mayor del Ejército Centro-Sur, de movilizar a las fuerzas gubernamentales en los frentes de Andalucía, Extremadura y Levante. Al principio Rojo y Matallana valoraron un ataque por el sector del Levante, pero al fracasar la movilización por disensiones internas del alto mando republicano al final se optó por un ataque por Villafranca de Córdoba en septiembre, que fracasó. Desde principios de noviembre se decantaron por un ataque más decidido en el frente extremeño y un desembarco en Motril de acuerdo al Plan P. Este cambio coincide con un empeoramiento dramático en el frente del Ebro, cuando el 30 de octubre la Primera División de Navarra del ejército sublevado, al mando de Mohammed ben Mizzian, logró romper el frente ocupando la sierra de Cavalls y progresar por la brecha.
Las operaciones preparativas de la ofensiva de acuerdo al Plan P contemplaba una campaña de operaciones aéreas de fotografía y bombardeos selectivos para debilitar a las fuerzas franquistas y distraer a su alto mando del lugar de ruptura en el frente planeado por el Ejército Centro-Sur republicano. Entre octubre de 1938 y enero de 1939 (cuando se inicia la ofensiva) son bombardeadas las localidades de Motril en Granada, Porcuna en Jaén, y Aguilar de la Frontera, Albendín, Baena, Belmez, Cabra, Carcabuey, Córdoba, Espiel, Nueva Carteya, Luque y Peñarroya-Pueblonuevo en la provincia de Córdoba. La aviación franquista responde estos ataques con bombardeos a posiciones del ejército republicano y localidades en su retaguardia.

## El bombardeo

### Situación de Cabra en noviembre de 1938
Cabra durante la guerra civil rondaba los 20 000 habitantes. En el momento del bombardeo se encontraba en la retaguardia a varios kilómetros de la línea del frente. La población contaba con una estación de tren y era un nudo de comunicaciones, lo que había servido como lugar de acantonamiento para diversas unidades del ejército sublevado a lo largo de la guerra. A principios de noviembre, de acuerdo al Diario de Operaciones de la 34.ª División del ejército sublevado, en la localidad de Cabra se encontraba el Cuartel General de la 34 División acompañado por la 34.ª Compañía de Automovilismo, la 34.ª Compañía de Transmisiones y también los Puestos de Mando de los comandantes de las unidades de Artillería e Ingenieros. Además, en Cabra también se encontraba acuartelado la unidad paramilitar del Primer Batallón de la Bandera de Falange de Huelva.
En la Plaza Vieja (en el momento del bombardeo denominada Plaza Calvo Sotelo) se encontraba un campo de concentración constituido por prisioneros de guerra y evadidos. El campo se creó en el verano de 1938 para aliviar la sobrepoblación de otros campos de la zona. En noviembre de 1938 el campo contenía entre 60 y 80 prisioneros (en total estuvieron recluidos entre agosto y abril de 1939 en algún momento 1302 hombres y 24 mujeres).
La inteligencia militar republicana había informado de la existencia de unidades militares italianas acantonadas en Cabra. Esta información pudo haber influido en el plan de bombardeo de la localidad al ser confundidos los toldos desplegados para venta en día de mercado con tiendas de campaña de tropas italianas establecidas en Cabra de acuerdo a las fotografías en un vuelo de reconocimiento llevado a cabo el día anterior. En el pasado varias unidades del cuerpo expedicionario italiano habían estado acuarteladas efectivamente en Cabra. Sin embargo, desde la ofensiva sobre Malaga y la movilización de unidades al norte de Madrid para dar lugar a lo que luego sería la batalla de Guadalajara, no hubo presencia italiana en el sector desde marzo de 1937.

### Unidades aéreas republicanas implicadas
A finales de septiembre de 1938 la 3.ª escuadrilla del Grupo 24 de bombardeo es trasladada desde Cataluña al aeródromo de Fuente Álamo, en la provincia de Murcia, para las operaciones aéreas en el frente Sur-Centro. Esta escuadrilla había sustituido a la 4.ª escuadrilla que fue enviada al norte. La 3.ª escuadrilla estaba compuesta por bombarderos medios Tupolev SB-2 "Katiuska". El diseño del avión buscaba la construcción de un bombardero rápido de construcción enteramente metálica. Los primeros prototipos volaron en 1934 y al año siguiente el diseño fue autorizado para producción por el gobierno de la Unión Soviética. Alcanzó los 6.656 ejemplares hasta finales de 1940, además de varias decenas construidas bajo licencia por el gobierno checoslovaco. Manejado por tres o cuatro tripulantes, estaba equipado con dos motores de 960 caballos de potencia que le permitía una velocidad máxima de 450 km/h, lo que le convertía en uno de los modelos más avanzados que participaron en la guerra civil. Su alcance era de 2300 km y su techo de servicio de unos 7800 metros de altura. El gobierno republicano adquirió unos 150 ejemplares a la URSS, si bien sólo 93 entraron en servicio antes del fin de la guerra. Como armamento defensivo tenía dos ametralladoras de 7,62 mm en la cabina del morro, una instalada en el techo del fuselaje y otra más en la panza del aparato. Como armamento ofensivo, el modelo exportado a España tenía una capacidad de dos bombas de 250 kg o seis bombas de 100 kg. En ese sentido, el modelo soviético poseía menor carga de bombas que sus equivalentes alemanes e italianos en servicio dentro de la aviación franquista. Para aumentar su carga ofensiva, se llevaron a cabo al principio iniciativas improvisadas por parte de las tripulaciones para llevar más carga. Más adelante, el propio ejército gubernamental investigó soluciones para aumentar la capacidad de los aparatos. Para 1938 existían diferentes configuraciones de carga de hasta un máximo de 600 kg. De este modo, las configuraciones habituales fueron: seis bombas de 100 kg; dos bombas de 250 kg y algunas adicionales de 1, 10 o 15 kg; o seis bombas de 70 kg con cuatro de 15 kg.

### Bombardeo de Cabra el 7 de noviembre
La vecina localidad de Baena fue bombardeada el 28 de octubre de 1938 por la 4.ª escuadrilla del Grupo 30 de la aviación republicana, compuesta por nueve bombarderos ligeros Polikarpov R-Z "Natacha". Los aviones bombardearon el casco urbano de Baena y la estación de ferrocarril, causando entre 10 y 14 fallecidos y unos 16 heridos.
El día 7 de noviembre, a las 6:27 de la mañana despegaron del aeródromo de Fuente Álamo 3 bombarderos Tupolev SB-2 "Katiuska" de la aviación republicana. El Diario de Operaciones de la 34 División describió un ataque realizado por 9 aparatos, soltando 12 bombas. Sin embargo, de acuerdo a la documentación del ejército republicano y a los efectos del bombardeo descritos en los testimonios orales de los vecinos de Cabra en la obra de Antonio M. Arrabal, la incursión fue llevada a cabo por tres aviones que iban cargados cada uno ellos con dos bombas de 250 kg y cuatro bombas de 15 kg. Tras el despegue la escuadrilla tomo rumbo oeste hacía la provincia de Córdoba.
En Cabra, a pesar de mantener un puesto de observación en el alto de un edificio equipado con un sistema de alerta conectado al campanario, no se dio la señal de alarma cuando los aviones sobrevolarón la localidad hacia las 7:31 horas. Siguiendo la trayectoria de vuelo, el acceso a la localidad se realizó siguiendo las antiguas trincheras de la línea de ferrocarril hasta el casco urbano. La caída de las bombas se produjeron en el centro del pueblo siguiendo una diagonal noreste-suroeste. Tras la descarga del último artefacto en un área de huertas conocido como Molino el Fondón los tres aparatos tomaron rumbo a Lucena, donde se produjo un viraje hacia el norte, llegando a Castro del Río y girando nuevamente por Valenzuela para el camino de vuelta hacía el aeródromo en Murcia. A pesar de que Cabra disponía de una significativa dotación antiárea, esta no reaccionó con la suficiente rapidez y no pudo dificultar el ataque.
Dos bombas de 250 kg cayeron en la plaza donde estaba instalado el mercado de abastos. Los pilotos identificaron un gran número de toldos de los puestos de venta en la plaza y lanzaron las bombas. Debido a la gran concentración de personas en la plaza, las dos bombas caídas causaron gran cantidad de víctimas. Otras dos bombas de 250 kg explotaron en Plaza Vieja y una manzana contigua. En esa plaza también causaron muchas víctimas ya que se encontraba un colegio, el edificio donde estaban recluidos prisioneros del ejército republicano y diversos comercios. Entre ambas plazas también cayeron diversas bombas de 15 kg que mataron a varias personas y provocaron daños en varios edificios. Las últimas bombas cayeron en un barrio popular causando el derribo de varias casas. Una de las últimas bombas de 250 kg quedó sin explotar y permaneció oculta hasta 2006, momento en el que fue descubierta y detonada de manera controlada por artificieros de la Guardia Civil. En el verano de 2023, en unas obras de remodelación de la antigua Plaza del Mercado, fue localizada otro artefacto de menor tamaño que se sospecha pertenecía a la carga lanzada sin explotar de alguno de los tres bombarderos. La Policía Nacional acordonó el área y traslado la bomba a una zona segura para ser detonada sin incidentes por los artificieros.
El parte de guerra del 9 de noviembre de 1938 del ejército sublevado recogía su versión de los sucesos, con datos aún erróneos del número de aviones y de bajas:

La aviación roja, huyendo de los encuentros aéreos que tantas pérdidas le cuestan y alejándose de todo objetivo militar, lleva varios días dedicada a batir pueblos civiles de la zona nacional, lo más alejados posible de las actividades militares y desde los que les es fácil la huida.

Hoy correspondió la cobarde e inhumana agresión al pueblo de Cabra, en donde, en la madrugada, nueve aviones rojos han sorprendido a la población civil bombardeándola y causaron 86 muertos y 117 heridos, en su totalidad personas civiles y en gran número mujeres y niños.

La España Nacional, generosa y justa con los que engañados la han combatido sin crueldades, no dejará, sin embargo, sin sanción ni debida respuesta crímenes de esta naturaleza.

Por parte de los autores del bombardeo, el parte de guerra del ejército republicano del 7 de noviembre indicaba únicamente que "se batió el objetivo", omitiendo cualquier referencia a tal objetivo o a las consecuencias del ataque:

“A las 7,27 despegaron tres B. K. para efectuar un servicio de reconocimiento y bombardeo de Cabra. Se batió el objetivo eficazmente observándose las explosiones en el centro del pueblo. Se obtuvieron fotografías del frente reconocido. No se observó caza enemiga ni se les hostilizó con fuego antiaéreo, tomando tierra todos los aparatos sin novedad” (AHEA. Sig. A 168, documento 54. Parte de operaciones del 7 de noviembre de 1938).

Al día siguiente la aviación republicana del 30 Grupo envió dos escuadrillas de bombarderos ligeros Polikarpov R-Z "Natacha" que bombardearon Albendín y Luque, causando 1 muerto y varios heridos.

## Consecuencias

### Efectos del bombardeo
El bombardeo afectó fundamentalmente a zonas del centro de Cabra, incluida la plaza del mercado, y un barrio popular. El bombardeo provocó la pérdida de 109 vidas humanas (86 en el acto) y más de 200 heridos. La mayoría de los fallecidos del bombardeo fueron civiles de Cabra y sus alrededores, algunos de ellos menores de edad. De todas las explosiones, las del mercado fueron las más potentes, falleciendo en el acto 36 personas, más otras 14 posteriores a consecuencia de las heridas causadas. Las víctimas eran en su mayoría tenderos de los puestos del mercado o la población de Cabra y sus alrededores adquiriendo productos, siendo algunas menores de edad. Otras víctimas fueron jornaleros que asistían diáriamente a la plaza en búsqueda de trabajo. Las bombas caídas en la Plaza Vieja causaron la muerte de unas 20 personas, siendo diez de ellas soldados que estaban encargados de la guardia de los prisioneros en el campo de concentración. Además, dos prisioneros también resultaron muertos y varios de ellos heridos. El edificio donde estaban reclusos colapsó por efecto de las bombas. Afortunadamente, unos depósitos de combustible en la plaza no llegaron a incendiarse, lo que podía haber aumentado dramáticamente el número de fallecidos.
Inmediatamente después del paso de los aviones los vecinos de la localidad comenzaron el rescate de supervivientes bajo los escombros e improvisaron medios para el traslado de los heridos más graves a los hospitales. Los prisioneros del campo de concentración que resultaron ilesos del bombardeo colaboraron en el traslado de los heridos y posteriormente se encargaron de cavar las fosas para el enterramiento de la víctimas en el cementerio municipal. La mayoría de los fallecidos fueron inhumados en una fosa común.
Tras conocer los efectos del bombardeo, la oficina del mando del general Queipo de Llano, encargado del ejército sublevado del frente centro-sur, se pone en comunicación con el gobierno central del bando sublevado en Burgos. Como respuesta, el mismo día 7 de noviembre se dan órdenes de bombardeos de represalia por parte de las fuerzas aéreas del ejército sublevado. A partir del 17 de noviembre la aviación bombardea y ametralla las localidades de Arjonilla, Alcaudete, Porcuna y Martos en Jaén y Luque en Córdoba, además de otras posiciones del ejército gubernamental.
A consecuencia del caos generado por el bombardeo en Cabra, el Cuartel General de la 34 División se vio obligado a trasladarse temporalmente a la vecina localidad de Luque hasta el 15 de noviembre. Finalmente el Cuartel General se estableció de manera permanente en Baena hasta el fin de la guerra. Muchos civiles aterrorizados por los efectos del bombardeo abandonaron el pueblo temporalmente, o bien enviaron a sus hijos hacía el interior, más lejos del frente.
Las muertes por el bombardeo de Cabra fueron utilizadas por el servicio de propaganda del ejército sublevado. En los periódicos bajo su control el bombardeo ocupó gran espacio en los días siguientes y aprovecharon para que las autoridades diplomáticas emitieran protestas con el objeto de minar las posiciones del gobierno republicano. El Noticiario Documental (NO-DO) -en su n.º 10 (1938)- editó un reportaje resaltando el drama de la población afectada por el bombardeo, así como del amontonamiento de los cadáveres siendo trasladados en carretilla, e incluso con capachos.
En los días siguientes la aviación republicana continuo con su campaña de bombardeo a otras poblaciones de cara a la prevista ofensiva de Peñarroya y Motril, que se inició a principios de 1939. A consecuencia de la campaña de bombardeo por el frente sur, el gobierno de Franco se vio obligado a tomar medidas para proteger a la población civil en la retaguardia. Así, el 30 de noviembre se ordena la construcción de refugios antiaéreos para la población civil en localidades donde existiesen depósitos militares y tropas, especialmente cuando esas se encontrasen cerca del frente. Además del trabajo de los ingenieros militares, en algunas localidades algunas cuevas fueron acondicionadas por la propia población con medios limitados. El acondicionamiento, en todo caso, era muy irregular y difícilmente hubiesen podido soportar un ataque aéreo. El fin de la guerra puso fin al trabajo recién iniciado por los ingenieros militares.
A principios de 1939 la situación en el alto mando del ejército republicano se deteriora de manera definitiva. Parte de los oficiales se ponen de lado del coronel Segismundo Casado, que dio un golpe de Estado el 5 de marzo. Debido a esto, un nuevo intento de atacar el frente por Extremadura no se pudo llevar a cabo. El Grupo 24 responsable del bombardeo de Cabra se rindió al ejército sublevado en ese mismo mes de marzo de 1939.

### Silencio y olvido
Con el fin de la guerra los servicios de propaganda relajaron la atención mediática sobre Cabra. En el primer aniversario del bombardeo se celebró una misa oficial con la asistencia de autoridades y la reiteración en los donativos recogidos para los damnificados. Posteriormente, al igual que la mayoría de acontecimientos durante la guerra, se va silenciando el bombardeo de acuerdo al relato oficial triunfal que se daba desde la dictadura franquista. En esta época el bombardeo solo es recordado a nivel local de acuerdo a los medios de la comarca. Cuando los hispanistas empiezan a tratar académicamente la guerra civil española a partir de los años 1960, Stanley Payne es uno de los primeros que menciona el bombardeo de Cabra, aunque errando en la fecha que ocurrió. En la obra de Payne se comparan los estilos de bombardeo llevados a cabo por la aviación franquista con respecto la llevada a cabo por la aviación republicana. De los últimos destacó el carácter más táctico de los ataques a posiciones puramente militares, al contrario de un uso más sistemático e indiscriminado del bombardeo sobre poblaciones civiles llevado a cabo por el ejército sublevado. Sin embargo, hace notar como excepción de la estrategia republicana el bombardeo de Cabra, en el que la mayor parte de las víctimas fueron civiles. Pese a todo, el de Cabra, como casi el resto de los bombardeos realizados durante la guerra civil son olvidados, poseyendo algunos de ellos un mayor registro de víctimas. Debido al símbolo universal que representa el bombardeo de Guernica como ejemplo de la violencia indiscriminada en la guerra moderna y de los efectos del bombardeo aéreo sobre la población civil, desde diferentes posturas se busca vincular el ataque a la villa vizcaína con el bombardeo de Cabra tras su redescubrimiento para el público general.

### Redescubrimiento del bombardeo de Cabra
A partir de los años 1980, con el 50 aniversario del inicio de la guerra, y ya en periodo democrático tras la muerte de Francisco Franco, los historiadores españoles abordan los sucesos de la guerra civil y el bombardeo de Cabra comienza tímidamente a volver a ser conocido para el público general, especialmente a partir de los 2000.
Con motivo del 80 aniversario del ataque aéreo, se organizan unos actos conmemorativos organizados por el Ayuntamiento de Cabra que se clausura con el descubrimiento de una placa en recuerdo de las víctimas del bombardeo. El 28 de enero de 2021 el ayuntamiento de Cabra acuerda erigir un monumento conmemorativo de las víctimas del bombardeo de Cabra por la aviación republicana, y de los represaliados durante la guerra por el ejército sublevado y primeros años de la dictadura franquista. El 27 de octubre de 2022 se inauguró el monumento en el cementerio municipal.
En una investigación llevada a cabo por la Asociación de aviadores de la república se analizó la documentación disponible en relación con el bombardeo de Cabra. Su explicación del hecho se basa en una mala interpretación del reconocimiento fotográfico previo, unido a informaciones colaterales sobre la presencia de tropas italianas en Cabra. Todo ello llevó a confundir las lonas de los puestos de mercado con tiendas de campaña de unidades italianas. La conclusión de la asociación es que las bombas lanzadas en la plaza del mercado se debieron a un error humano y que no fue intencionado el causar un gran número de víctimas civiles en un bombardeo indiscriminado. Por el contrario, otras interpretaciones se inclinan más por considerar que el bombardeo fue una acción de represalia o para atraer a la aviación del ejército sublevado a un frente tranquilo, alejándola del apoyo a las tropas de tierra en la ofensiva de Cataluña.
En los últimos años, el bombardeo de Cabra ha sido instrumentalizado por medios de comunicación afines a orientaciones ideológicas contrarias a cualquier iniciativa favorable a la profundización de la memoria histórica de la guerra civil y la dictadura posterior. Estos medios vincularon el bombardeo con la figura de la vicepresidenta del gobierno para atacarla mediáticamente en el momento de la tramitación de la Ley de Memoria Democrática, aprobada el 19 en octubre de 2022. Este tratamiento en los medios fue utilizada como arma arrojadiza entre partidos de la oposición y el gobierno en los debates parlamentarios para el trámite de la ley promovida por la vicepresidenta. La instrumentalización por parte del arco conservador en España fue respondida por medios ideológicamente contrarios a estos.

### El bombardeo de Cabra en otros medios
En la serie documental España en guerra estrenada en 1987 el bombardeo de Cabra es mencionado en el capítulo 22. En la serie El ministerio del tiempo, en el capítulo primero de la cuarta temporada, emitido en mayo de 2020, el bombardeo de Cabra forma parte de un diálogo entre dos protagonistas acerca de los sucesos de la guerra civil española.